# Francisco I, Duque da Bretanha
Francisco I (Vannes, 14 de maio de 1414 — Nantes, 17 de julho de 1450) foi duque da Bretanha, conde de Montfort e conde titular de Richmond de 1442 até sua morte. Era filho do duque João VI da Bretanha e de Joana da França, filha do rei Carlos VI, o Louco.
Ele casou duas vezes. A primeira vez foi com Iolanda de Anjou (nascida em 12 de agosto de 1412), filha do duque Luís II de Anjou, em Nantes, 1431. Eles tiveram um único filho, chamado Renato, que morreu jovem. Iolanda faleceu em 17 de julho de 1440. No ano seguinte, no Castelo de Auray, Francisco casou novamente, com Isabel da Escócia (nascida por volta de 1425), filha do rei Jaime I da Escócia. Desta união, nasceram duas filhas:
- Margarida (nascida por volta de 1443), que se casaria com seu primo Francisco, conde de Étampes;
- Maria (nascida por volta de 1444), que se casaria com João, visconde de Rohan.

Ao morrer, suas filhas foram excluídas da sucessão em favor do parente masculino mais próximo, no caso, seu irmão, Pedro II. Este morreu em 1457, também sem deixar herdeiros legítimos, sendo sucedido pelo tio Artur III, morto no ano seguinte. O próximo na linha sucessória era o genro de Francisco, o conde de Étampes.

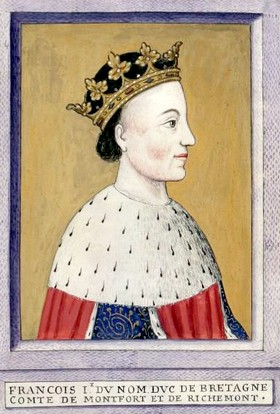
Francisco I
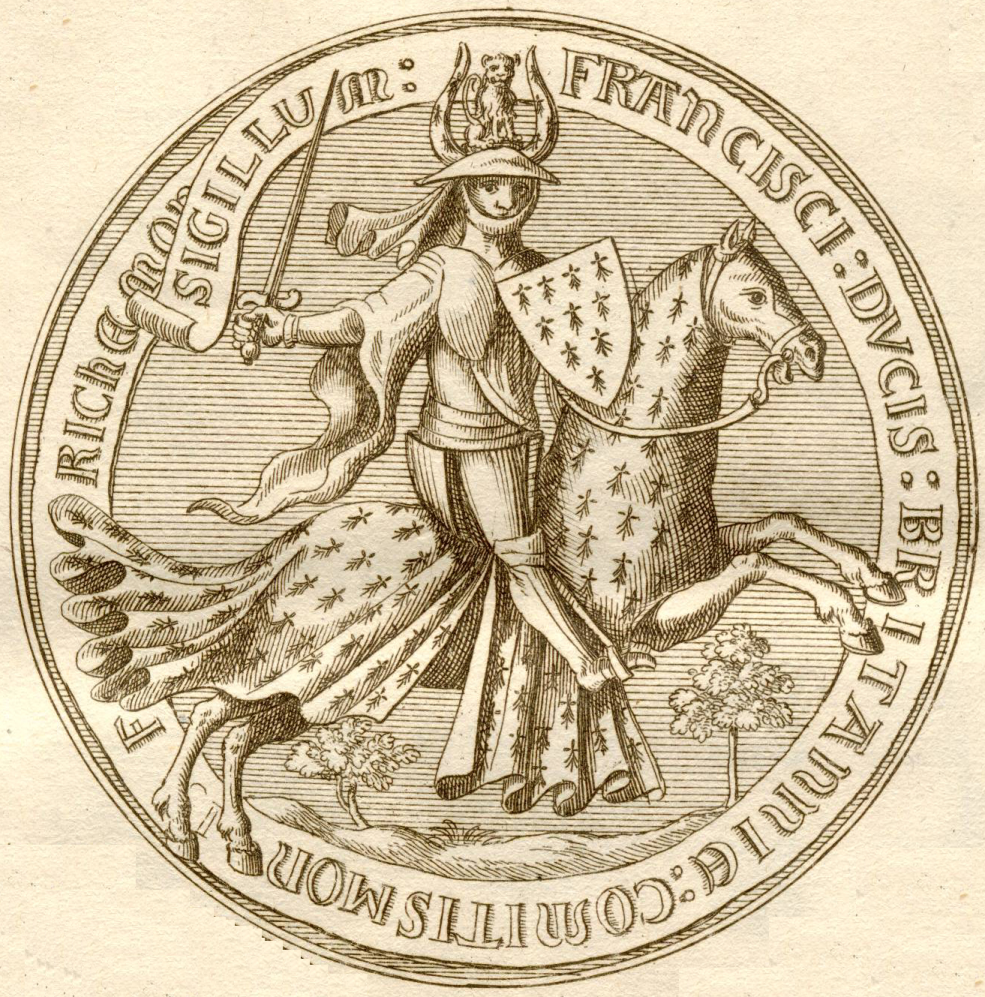
Selo de Francisco I.
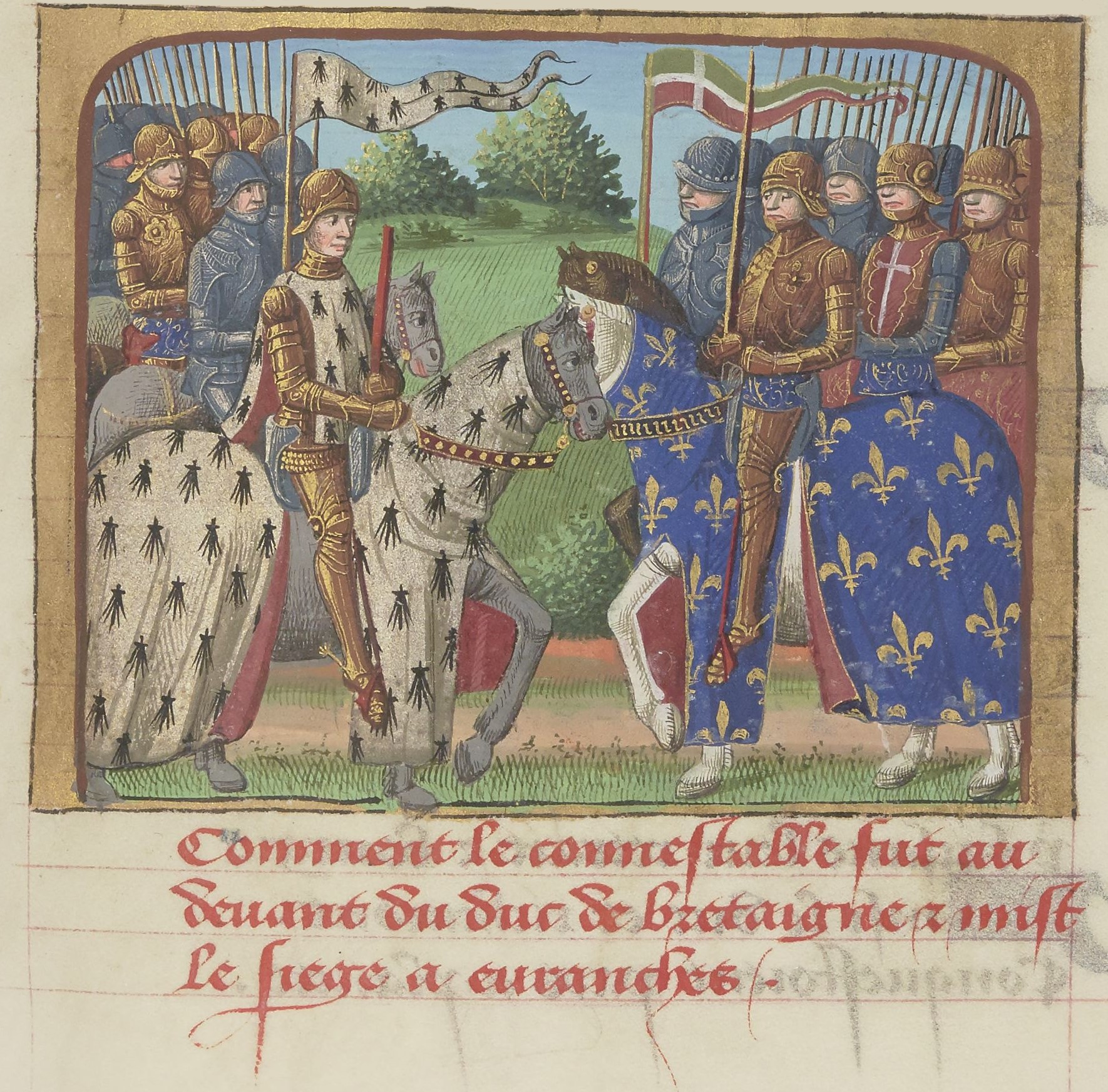
Francisco I e seu irmão Artur, futuro duque da Bretanha, então condestável da França.
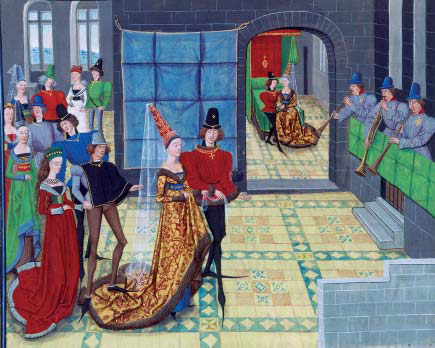
Casamento de Margarida, filha de Francisco, com Francisco, conde de Étampes.
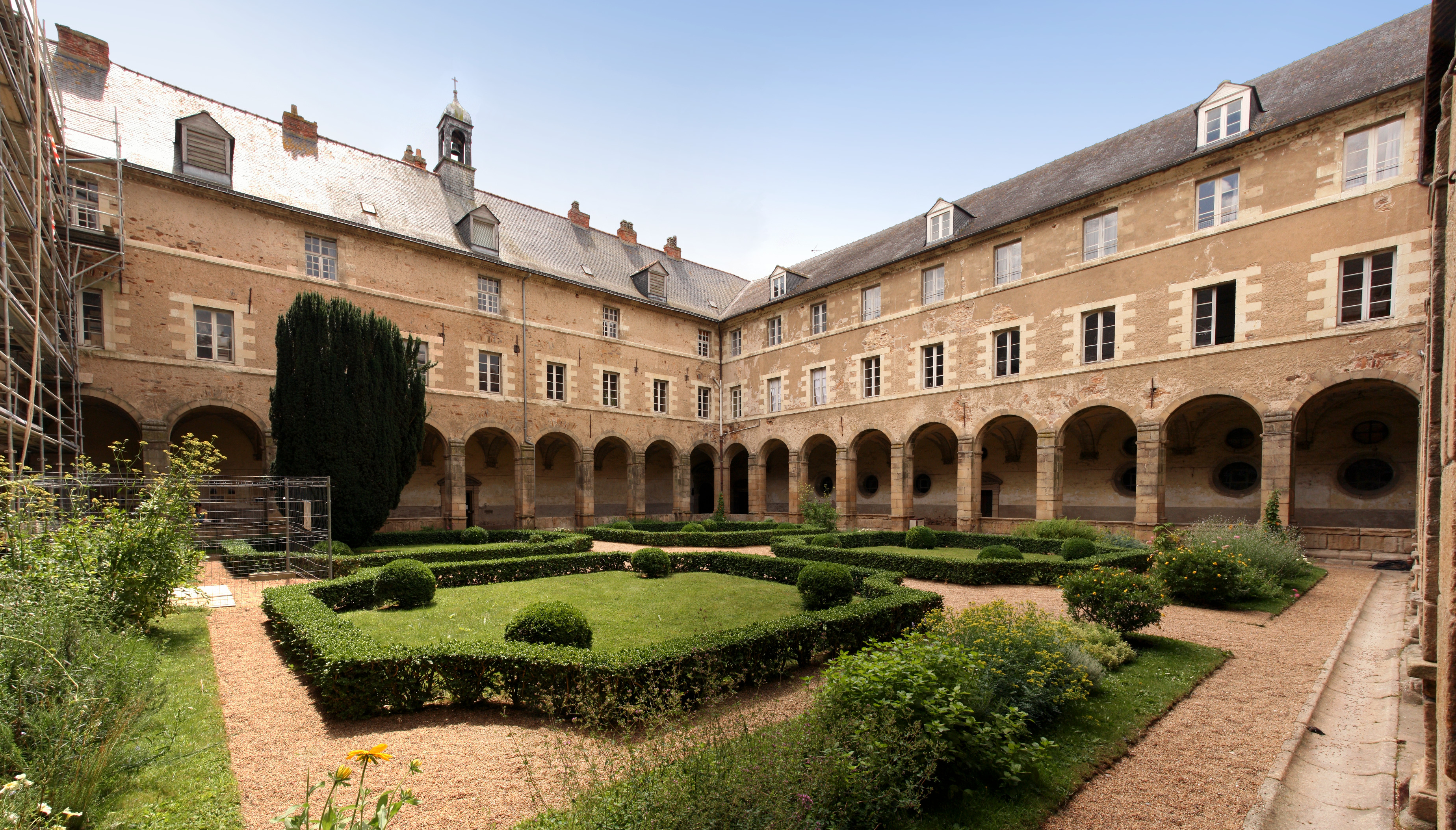
Abadia de Saint-Sauveur em Rendon, onde Francisco I foi sepultado.